# Bache (Cheshire)
Bache est une paroisse civile et un village du Cheshire, en Angleterre.